# 昆仑石碑
昆仑石碑，是一种清朝乾隆时期的具有独特形式的石碑。

## 特徵
石碑采用汉白玉，而非像他的名称一样。石碑的顶部为圆弧形，寓意旭日东升。石碑下面的基座刻有粗犷的海波纹形状，寓意海水江崖。整个石碑寓意江山永固。
石碑的四面刻有乾隆御笔书法石刻。书写的内容是乾隆创作的御制诗。在北京颐和园内，有三座昆仑石碑，分别是绣漪桥昆仑石碑、铜牛昆仑石碑和耕织图昆仑石碑。石碑的名字，是以他所在位置周边景观代指。